# Detroit Falcons
Detroit Falcons byl profesionální americký klub ledního hokeje, který sídlil v Detroitu ve státě Michigan. V letech 1930–1932 působil v profesionální soutěži National Hockey League. Falcons hrály ve své poslední sezóně v Americké divizi. Klubové barvy byly červená a bílá.
Detroit Falcons byli nástupci Detroitu Cougars a v NHL hráli od roku 1930. Během tří sezon se "sokoli" dokázali v základní části vypracovat až na druhou příčku v sezoně 1932/1933. V playoff skončili v semifinále, když nejdříve porazili Montreal Maroons a poté prohráli s New York Rangers. V roce 1932 byl Detroit Falcons po fúzi s Chicago Shamrocks nahrazen týmem Detroit Red Wings.

## Slavné osobnosti
- Jack Adams – trenér, manažer
- Ebbie Goodfellow
- Larry Aurie

## Umístění v jednotlivých sezonách
Stručný přehled
Zdroj: 
- 1930–1932: National Hockey League (Americká divize)

Jednotlivé ročníky
Zdroj: 
Legenda: Z - zápasy, V - výhry, VP - výhry v prodloužení, R - remízy, P - porážky, PP - porážky v prodloužení, VG - vstřelené góly, OG - obdržené góly, +/- - rozdíl skóre, B - body, KPW - Konference Prince z Walesu, CK - Campbellova konference, ZK - Západní konference, VK - Východní konference, fialové podbarvení - reorganizace, změna skupiny či soutěže
| USA / Kanada (1930 – 1932) |                       |        |    |    |    |    |    |    |     |     |     |    |        |             |
| Sezóny                     | Liga                  | Úroveň | Z  | V  | VP | R  | PP | P  | VG  | OG  | +/- | B  | Pozice | Play-off    |
| 1930/31                    | NHL (Americká divize) | 1      | 44 | 16 | –  | 7  | –  | 21 | 102 | 105 | -3  | 39 | 4.     | Ne          |
| 1931/32                    | NHL (Americká divize) | 1      | 48 | 18 | –  | 10 | –  | 20 | 95  | 108 | -13 | 46 | 3.     | Čtvrtfinále |